# Franko Uzelac
Franko Uzelac (* 5. November 1994 in Ahlen) ist ein kroatisch-deutscher Fußballspieler. Sein Vater ist der Trainer und frühere Fußballer Predrag Uzelac.

## Karriere
Uzelac wechselte, nachdem er zuvor beim SV Emstek, bei Werder Bremen und beim VfL Osnabrück gespielt hatte, 2009 in die Jugend des VfB Oldenburg. Im Mai 2013 debütierte er für die Herrenmannschaft in der Regionalliga Nord, als er am 19. Spieltag der Saison 2012/13 gegen den FC St. Pauli II in der 86. Minute für Kai Pröger eingewechselt wurde.

### Bei den Würzburger Kickers in der 2.Bundesliga
Nach 95 Partien in der Regionalliga für Oldenburg wechselte Uzelac zur Saison 2016/17 zum Zweitligisten Würzburger Kickers, bei dem er einen bis Juni 2018 gültigen Vertrag erhielt, der später um eine Saison verlängert wurde. Sein Debüt in der 2. Bundesliga gab er im Dezember 2016, als er am 17. Spieltag jener Saison gegen den VfB Stuttgart in der 89. Minute für Valdet Rama ins Spiel gebracht wurde. In den zwei Saisons in Würzburg konnte er sich als Stammspieler nicht durchsetzen. Er wurde häufiger in der Bayernliga eingesetzt, bei den Würzburger Kickers II, als in der 2. Bundesliga.

### Wieder Regionalliga
Zur Saison 2018/19 wechselte Uzelac zum Regionalligisten SV Babelsberg 03, mit dem er Tabellensiebter wurde. Seit der Saison 2019/20 spielt er  in der Regionalliga West beim SC Fortuna Köln. Er wurde dort zum Mannschaftskapitän ernannt, weil er „dieses Anführer-Gen hat“, so die Aussage seines Trainers Thomas Stratos gegenüber dem Kölner Stadt-Anzeiger.
Im Januar 2021 schloss sich Uzelac dem Ligakonkurrenten Alemannia Aachen an.
Nachdem er mit Aachen den Aufstieg in die 3. Liga geschafft hat, blieb er dennoch in der Regionalliga West und wechselte zum Drittligaabsteiger MSV Duisburg. Auch nach dem Aufstieg mit Duisburg im folgenden Jahr blieb er in der Liga und wechselte zu den Sportfreunden Lotte.

### Nationalmannschaft
Im Februar 2014 gehörte Uzelac zum Aufgebot der kroatischen U-20-Nationalmannschaft und nahm mit dieser an einem dreitägigen Trainingslager in Umag teil. Zu einem Länderspieleinsatz von Uzelac ist es nicht gekommen.

## Erfolge
- Meister der Regionalliga West: 2024 und Aufstieg in die 3. Liga (mit Alemannia Aachen)
- Mittelrheinpokal-Sieger: 2024 (mit Alemannia Aachen)
- Meister der Regionalliga West 2025 und Aufstieg in die 3. Liga (mit dem MSV Duisburg)